# Porteur d'eau africain
Il Porteur d'eau africain ("Portatore d'acqua africano") è una scultura in marmo grigio di Georges Henri Guittet, creata nel 1900. È conservata al museo di Piccardia di Amiens.

## Storia
Georges Henri Guittet studiò la scultura alla scuola delle belle arti di Amiens e poi a Parigi. Dopo il suo servizio militare, ottenne una borsa di studio nel 1899 che gli permise di formarsi tra gli scultori della società degli artisti francesi e di viaggiare in Oriente. Da lì nacque, senza dubbio, il suo interesse per l'orientalismo. Il Porteur d'eau africain venne esposto all'esposizione universale di Parigi nel 1900 e al Salone degli artisti francesi nel 1901. L'opera venne acquistata nel 1903 dalla commissione del museo, dopo la morte dell'artista.

## Descrizione
Quest'opera è più o meno in linea con quelle di Charles Cordier. Il talento dell'artista gli permise di legare sia l'orientalismo che il realismo. Lo scultore riuscì a riprodurre nel marmo l'espressione della sofferenza di un corpo che si piega sotto il peso e il caldo. Lungi dall'esaltare la forza e la bellezza, la nudità del corpo, gli arti inferiori piegati e la posizione delle braccia esprimono la fatica e la spossatezza. L'espressione del volto fa altrettanto. L'otre riempito è legato al busto del portatore e poggia sulla sua schiena, costringendolo a piegarsi per poter avanzare. Lo studio anatomico perfetto che l'artista fa vedere aumenta il realismo della scena.
Il successo che la scultura riscosse presso il pubblico portò alla fabbricazione di varie piccole riproduzioni in bronzo.